# Консольно-фрезерный станок
Консольно-фрезерный станок — наиболее распространённый тип фрезерного станка общего назначения.
Станок отличается наличием жёсткой корпусной детали — консоли. Она передвигается по направляющим станины, сверху имеет направляющие для поперечного перемещения каретки.
Шпиндель такого станка не перемещается или перемещается мало, а стол, на котором закреплена деталь, совершает все необходимые пространственные перемещения.